# Geraldine Mucha
Geraldine Thomson Mucha (5. července 1917 Londýn – 12. října 2012 Praha) byla skotsko-česká hudební skladatelka, od roku 1945 žijící v Praze.

## Život
Její otec byl profesorem londýnské Královské hudební akademie (Royal Academy of Music). Od roku 1935 Geraldine na této hudební akademii studovala. Jejím manželem se stal spisovatel Jiří Mucha. Seznámili se v Anglii v roce 1941, ve stejném roce se i vzali. Po konci druhé světové války se Geraldine a Jiří Muchovi společně přestěhovali do rodinné vily v Praze-Bubenči v ulici V Tišině čp. 781/4 (po Sametové revoluci byla až do roku 2015 pronajímána velvyslanectví Republiky Ghana). Sami v ní setrvali do 50. let, pak byla celá rodina při likvidaci soukromého vlastnictví bezodkladně vystěhována. Tehdy získali náhradou byt po vypovězeném britském vojenském přidělenci v domě na Hradčanském náměstí čp. 65/6. Zde o šedesát let později Geraldine Mucha zemřela.
Byla snachou malíře Alfonse Muchy. V roce 1992 založila Muchovu nadaci, která spravuje jeho dílo. S Jiřím Muchou měla syna Johna Muchu (spoluzakladatele Muchovy nadace).

## Dílo (výběr)
- Nausica, balet, 1942
- Macbeth, balet, 1965
- Fantasy, 1946
- Obrázky ze Šumavy symfonická suita, 1952
- Klavírní koncert, 1960
- Carmina Orcadiana, 1960?
- Bouře ouvertura pro orchestr, 1964
- 3 smyčcové kvartety, 1941, 1962, 1988
- Loučení a škádlení, klavír 1942
- Sonatina pro violu, 1945
- Sonáty pro housle a klavír, 1947, 1961
- Klavírní kousky pro děti, 1953
- 16 variací na skotské lidové písně, klavír 1957
- Sea Scenes, pro housle a klavír 1958
- 2 nonety, 1959, 1982
- Shakespearovy sonety pro recitátora, flétnu a harfu, 1961
- Píseň písní pro recitátora, flétnu a harfu, 1963
- Serenade pro dechový kvintet, 1964
- Intermezzo pro anglický roh a smyčce, 1988
- Hudba pro harfu a klavír, 1990
- Epitaf (na památku Jiřího Muchy), pro smyčcový kvintet a hoboj, 1991
- Klavírní trio, 1995
- Sbírka českých a slovenských písní pro baryton a klavír, 1943
- Lidové ukolébavky, 1952
- Dva ženské sbory , 1956–1958
- Incantation pro baryton a orchestr na básně George Gordona Byrona, 1960
- En Los Pinares de Jucar pro soprán, oboe d'amore a smyčce, 1975
- 3 Jersey Folksongs,pro soprán, baryton a klavír, 1975
- 3 Winter Songs pro soprán, baryton a klavír, 1975
- John Webster Songs pro soprán a orchestr (také verze pro oboe d'amore, cembalo a klavír, 1975–1988
- 5 canciones de Antonio Machado pro soprán a 7 sólových nástrojů, 1980
- Sonnets of Hawthornden pro soprán, hoboj a smyčcový kvartet, 1990